# Gangan Comics
Gangan (ガンガン Gangan) (cách điệu là GANGAN) là một ấn hiệu xuất bản manga Nhật Bản do Square Enix Holdings sở hữu. Nó từng là một ấn hiệu thuộc Enix trước khi công ty đổi tên thành Square Enix. Ấn hiệu đã xuất bản nhiều loạt manga nổi tiếng nhắm đến các nhóm độc giả khác nhau, bao gồm Cang giả kim thuật sư, Nabari no Ou, Inu x Boku SS và Soul Eater.

## Tạp chí

### Gekkan Shōnen Gangan
Gekkan Shōnen Gangan (月刊少年ガンガン (Nguyệt san Thiếu niên Gangan)) là tạp chí tuyển tập manga xuất bản hàng tháng nhắm đến đối tượng shōnen, là nam giới ở độ tuổi thanh thiếu niên. Các manga xuất bản trên tạp chí thường có xu hướng xen lẫn thể loại hành động và phiêu lưu vào câu chuyện, ngoài ra thường áp dụng yếu tố khoa học viễn tưởng và kỳ ảo. Shōnen Gangan do Enix (sau này là Square Enix) phát hành lần đầu vào năm 1991 để cạnh tranh với các tạp chí khác như Gekkan Shōnen Magazine, Gekkan Shōnen Jump và Shōnen Sunday Super.

### Gekkan GFantasy
Gekkan GFantasy (月刊Gファンタジー Gekkan Jī Fantajī), còn được biết đến với tên Gangan Fantasy, là một tạp chí Nhật Bản do Square Enix phát hành chuyên đăng tải các shōnen manga. Các manga đăng trên tạp chí thường có bối cảnh câu chuyện kỳ ảo xen lẫn yếu tố siêu nhiên, hành động và đôi khi là kinh dị.
Manga đã đăng tải
- 10-4 (Maki Hashiba)
- Aoharu × Machinegun (NAOE)
- Crimson-Shell (Mochizuki Jun)
- Cuticle Detective Inaba (Mochi)
- D-Drops (Seana)
- Daisuke! (Kikuzuki Hasu)
- Devil Survivor 2: The Animation (Uezu Makoto)
- E's (Yuiga Satoru)
- Fire Emblem: Ankoku Ryū to Hikari no Ken (Hakoda Maki)
- Fire Emblem: Gaiden (Hakoda Maki)

- Fire Emblem: Seisen no Keifu (Fujimori Nattu)
- Fire Emblem: Thracia 776 (Takanagi Yūna)
- Higurashi no Naku Koro ni: Minagoroshi-hen (Momoyama Hinase, Ryukishi07)
- Higurashi no Naku Koro ni: Tatarigoroshi-hen (Suzuki Jiro, Ryukishi07)
- Higurashi no Naku Koro ni: Yoigoshi-hen (Mimori, Ryukishi07)
- Horimiya (HERO, Hagiwara Daisuke)
- Jibaku Shounen Hanako-kun (Iro Aida)
- Kamiyomi (Shibata Ami)
- Kimi to Boku (Hotta Kiichi)
- Kuroshitsuji (Tobosho Yana)
- Lammermoor no Shōnen Kiheitai (Natsunishi Nana)
- Zelda no Densetsu: Kamigami no Triforce (Cagiva Ataru)
- Zelda no Densetsu: Yume wo Miru Shima (Cagiva Ataru)
- Mahōka Kōkō no Rettōsei (Hayashi Fumino)

- Monokuro Kitan (Rinka Kusu)
- Nabari no Ou (Kamatani Yuhki)
- Pandora Hearts (Mochizuki Jun)
- Pani Poni (Hikawa Hekiru)
- Rust Blaster (Toboso Yana)
- The Royal Tutor (Akai Higasa)
- Revenger (Yamada Ryuuse)
- Saiyuki (Minekura Kazuya)
- Skate-Leading Stars (Chiaki Nagaoka, Sumika Sumio)
- Sōta-kun no Akihabara Funtōki(Suzuki Jiro)
- Switch (naked ape)
- Teiden Shōjo to Hanemushi no Orchestra (Ai Ninomiya)
- Torikago Gakkyuu (Mashiba Shin)
- Yumekui Kenbun (Mashiba Shin)
- Zombie-Loan (Peach-Pit)

### Young Gangan
Young Gangan (ヤングガンガン Yangu Gangan) là một tạp chí chuyên đăng về các seinen manga do Square Enix sở hữu. Nội dung trong tạp chí nhắm đến độc giả là thanh niên trưởng thành. Tạp chí thường được phát hành vào ngày thứ Sáu của tuần đầu tiên và tuần thứ ba trong tháng.
Manga đăng tải
- Amigo x Amiga (Seguchi Takahiro)
- Arakawa Under the Bridge (Nakamura Hikaru)
- Bamboo Blade (Aguri Igarashi, Totsuka Masahiro)
- Bitter Virgin (Kei Kusunoki)
- Bukiyou na Senpai. (Kudo Makoto)
- Darker than Black: Shikkoku no Hana (Yūji Iwahara)
- Dead Mount Death Play (Narita Ryōgo, Fujimoto Shinta)

- Dimension W (Iwahara Yūji) (chuyển đến Gekkan Big Gangan vào tháng 11/2015)
- Dōsei Recipe (Oshima Towa)
- Donyatsu (Kozaki Yūsuke)
- Front Mission: Dog Life & Dog Style (Otagaki Yasuo)
- Fudanshism (Morishige)
- Hanamaru Yōchien (Yuto)
- Hohzuki Shima (Sanbe Kei)
- Iroha-saka, Agatte Sugu (Yuto)
- Jackals (Kim Byung Jin, Shinya Murata)
- Kiba no Tabishounin (Park Joong-Gi), (Nanatsuki Kyouchi)
- Kuro Kami (Park Sung-woo, Lim Dall-young)
- Manhole (TsutsuiTetsuya]
- Mononoke (Ninagawa Yaeko)
- Mouryou no Yurikago (Sanbe Kei)
- Nikoichi (Kindaichi Renjuro)
- Rinne no Lagrange Akatsuki no Memoria (Kimitake Yoshioka)
- Saki (Kobayashi Ritsu)
- Sayonara Eden (Ainan Zero)

- Sekirei (Ashika Sakura)
- Shishunki no Iron Maiden (Watanabe Shizumu)
- Sono Bisque Doll wa Koi o suru (Fukuda Shinichi)
- Space Dandy (Harada Masafumi), Park Sung-woo), RED ICE)
- Sumomomo Momomo ~Chijō Saikyō no Yome~ (Ōtaka Shinobu)
- Tentai Senshi Sunred (Kubota Makoto)
- Mangaka-san to Ashisutanto-san to (Hiroyuki)
- Mangaka-san to Ashisutanto-san to 2 (Hiroyuki)
- Shokei Shōjo no Virgin Road (Sato Mato, Mitsuya Ryo)
- The Idolmaster Cinderella Girls Ensemble! (Chiba Sadoru, Kashiba Haruki)
- Übel Blatt (Shiono Etorouji)
- Umeboshi (Koikeda Maya)
- Shi ga Futari wo Wakatsu made (DOUBLE-S, Takashige Hiroshi)
- Hameln no Violin Hiki: Shchelkunchik (Watanabe Michiaki)
- Working!! (Takatsu Karino)
- Yakumo-san wa Eduke ga Shitai (Satomi U)

### Gangan Online
Gangan Online (ガンガンオンライン Gangan Onrain) là trang web tạp chí miễn phí chuyên đăng tải manga và light novel do Square Enix điều hành.
Manga đăng tải:
- Adachi to Shimamura (Mani, Non)
- Ai wa Noroi no Nihon Ningyou (Kiki Suihei)
- Alba Rose no Neko (KARASU)
- Asao-san to Kurata-kun (Hero)
- Amanonadeshiko (Haruka Ogataya)
- Aphorism (Karuna Kujo)

- Barakamon (Satsuki Yoshino)
- Buyuuden Kita Kita (Hiroyuki Etou)
- Chokotto Hime (Ayami Kazama)
- Cyoku! (Nico Tanigawa)
- Daily Lives of High School Boys (Yamauchi Yasunobu)
- Day Break Illusion (Kōki Katō)
- En Passant (Taro Yuzunoki)
- Esoragoto (usi)
- Hayachine! (Aiko Fukumorita)
- Hori-san to Miyamura-kun Omake (HERO)
- Hyakuen! (Ema Tōyama)
- Life is Money Asaniji Teru, Yaguraba Tekka)
- Karasu-tengu Ujyu (Iwanosuke Neguragi)
- Kitakubu Katsudō Kiroku (Kuroha)
- Kyou mo Machiwabite (Ichi Saeki)
- Kyousou no Simulacra (Hideaki Yoshimura)
- Gekkan Girls' Nozaki-kun (Izumi Tsubaki)
- The Morose Mononokean (Kiri Wazawa)

- No Matter How I Look at It, It's You Guys' Fault I'm Not Popular! (Nico Tanigawa)
- Oji-chan Yuusha (Tarou Sakamoto)
- Pochi Gunsō (Mao Momiji, Akira)
- Princess of Mana (Seiken Densetsu: Princess of Mana) (Satsuki Yoshino)
- Ryuushika Ryuushika (Yoshitoshi Abe)
- Seitokai no Wotanoshimi. (Marumikan)
- Sengoku Sukuna (Nekotama)
- Shikisou (Akira Kanda)
- Shougakusei Host Pochi (Saori)
- Sougiya Riddle (Akai Higasa)
- Suppose a Kid From the Last Dungeon Boonies Moved to a Starter Town
- The iDOLM@STER Cinderella Girls Shuffle!! (Kouka Mijin)
- Tokyo Innocent (Naru Narumi)
- Wa! (Akira Kojima)
- RealPG (Yuki Domoto)

### Gekkan Gangan Joker
Gekkan Gangan Joker (月刊ガンガンJOKER Gekkan Gangan Joker) là một tạp chí tuyển tập shōnen manga thuộc quyền sở hữu của Square Enix.
Tác phẩm đang được sáng tác:
- Dungeon ni Deai o Motomeru no wa Machigatteiru Darō ka Gaiden: Sword Oratoria (Ōmori Fujino, Yagi Takashi)
- Haite Kudasai, Takamine-san (Hiiragi Yuuichi)
- Hồi kí Vanitas (Mochizuki Jun)
- Sono Ato no Isshūkan Friends (Hazuki Matcha)
- Jahy-sama wa Kujikenai! (Kobu Wakame)
- Suki na Ko ga Megane o Wasureta (Koume Fujichika)
- Kakegurui (Kawamoto Homura, Naomura Tōru)
- Kakegurui Twin (Kawamoto Homura, Saiki Kei)
- Ragna Crimson (Kobayashi Daiki)

Tác phẩm đã hoàn thành sáng tác:
- Akame ga Kill! (Takahiro, Tashiro Tetsuya)
- Cô gái văn chương và Tên hề thích chết (Kōsaka Rito)

- Cô gái văn chương và Hồn ma đói khát (Kōsaka Rito)
- Corpse Party: Blood Covered (Shinomiya Toshimi)
- Grimgar - Ảo Ảnh Và Tro Tàn (Okubashi Mutsumi)
- Gugure! Kokkuri-san (Endō Midori)
- Gugure! Shigaraki-san (Endō Midori)
- Hanasaku Iroha (Chida Eito)
- Happy Sugar Life (Kagisori Tomiyaki)
- Imōto Sae Ireba Ii. Gaiden: Imōto ni Saenareba Ii! (Kobashiko)
- Inu × Boku SS (Fujiwara Cocoa)
- Isshūkan Friends (Hazuki Matcha)
- Jaku-chara Tomozaki-kun (Eight Ichida)
- Natsu no Arashi! (Kobayashi Jin)

- Seto no Hanayome (Kimura Tahiko.)
- Shitsurakuen (Naomura Tōru)
- Oreshura (Yūji Yūji, Nanasuke)
- The Idolmaster Cinderella Girls New Generations (namo)
- Tari Tari (Kagisora Tomiyaki, Evergreen, Naomura Tohru)
- Tasogare Otome x Amnesia (Maybe)
- Umineko no naku koro ni Episode 5: End of the Golden Witch (Ryukishi07, Akitata)
- Umineko no naku kiro ni Episode 8:  Twilight of the Golden Witch (Ryukishi07, Natsumi Kei)
- Watashi ga motenai no wa dō kangaetemo omaera ga warui! (Tanigawa Nico)

### Gekkan Big Gangan
Gekkan Big Gangan (月刊ビッグガンガン) là một tạp chí manga do Square Enix phát hành chuyên đăng tải các seinen manga.
Manga đã đăng tải
- ACCA: 13-ku Kansatsu-k (Ono Natsume) (hoàn thành)
- Akame ga Kill! Zero (Kei Toru, Takahiro) (hoàn thành sáng tác)
- Bamboo Blade C (Takao Jingu, Totsuka Masahiro) (hoàn thành)
- Candy Pop Nightmare (Hekiru Hikawa) (hoàn thành)
- Chichi wa Eiyuu, Haha wa Seirei, Musume no Watashi wa Tenseisha. (Ohori Yutaka, Matsuura) (đang sáng tác)
- Deep Insanity: Nirvana (Etorouji Shiono, Kaihō Norimitsu, Fukami Makoto) (hoàn thành)
- Dimension W (Dimension Yūji) (chuyển đến Gekkan Big Gangan vào tháng 11/2015) (hoàn thành)
- Dược sư tự sự (Nekokurage, Hyūga Natsu, Nanao Itsuki) (đang sáng tác)
- Goblin Slayer (Kurose Kousuke, Kagyu Kumo) (đang sáng tác)
- Gokusotsu Kraken (Kei Toru, Takahiro) (đang sáng tác)
- Ginsai no Kawa (Kurata Uso, Kayashima Nozomi) (hoàn thành)
- High Score Girl (Oshikiri Rensuke) (hoàn thành)
- Higurashi no Naku Koro ni Rei: Hoshi Watashi-hen (Tokiya Seigo) (hoàn thành)
- Hikikomari Kyūketsuki no Monmon (Riichu, Kobayashi Kotei) (đang sáng tác)
- Kekkon Yubiwa Monogatari (Maybe) (đang sáng tác)
- Mahō Shōjo Tokushusen Asuka (Tokiya Seigo,  Fukami Makoto) (hoàn thành)
- Monstaboo (TALI, Takahashi Yuya) (hoàn thành)
- Moscow 2160 (Sekine Koutaro, Kagyu Kumo) (đang sáng tác)
- Shimekiri Mae ni wa Yuri ga Hakadoru (Sakida Saki, Hirasaka Yomi) (đang sáng tác)
- Shijō Saikyō no Dai Maō, Murabito A ni Tensei Suru (Kotoba Misuho, Myōjin Katō) (hoàn thành)
- Shiori Experience (Osada Yu-ko) (Machida Kazuya) (đang sáng tác)
- Super no Ura de Yani Sū Futari (Jinushi) (đang sáng tác)
- Songuri! (Fujisaki Yuu) (hoàn thành)
- Star Wars: Visions (Shirahama Kamome, Haruichi, Õsawa Yusuke, Sato Keisuke) (hoàn thành)
- Star Wars: The Mandalorian (Ōsawa Yusuke) (đang sáng tác)
- Tohyo Game: Anata ni Kuroki Ippyō o (Tatsuhiko, G.O.,  Chihiro) (hoàn thành)
- Übel Blatt (Shiono Etorouji) (hoàn thành)

### Manga UP!
Manga UP! (マンガUP!) là một ứng dụng trên di động của Square Enix chuyên đăng tải manga chuyển thể từ light novel.

## Tạp chí ngừng hoạt động

### Gangan Powered
Gangan Powered (ガンガンパワード Gangan Pawādo) tạp chí đăng tải các shōnen và seinen manga do Square Enix phát hành vào năm 2001. Đến năm 2009, tạp chí này ngừng hoạt động và được thay thế bởi Gangan Joker.
Tác phẩm:
- Cô gái văn chương và Tên hề thích chết (Takeoka Miho) (chuyển đến Gekkan Gangan Joker, đã hoàn thành)
- Corpase Party: Blood Covered (Shinomiya Toshimi, Kedouin Makoto) (chuyển đến Gekkan Gangan Joker, đã hoàn thành)
- Final Fantasy XII (Amou Gin) (chuyển đến Gangan Online, đã hoàn thành)
- Jūshin Enbu (Arakawa Hiromu) (chuyển đến Gekkan Shōnen Gangan, đã hoàn thành)
- Higurashi no Naku Koro ni: Matsuribayashi-hen (Suzuragi Karin, Ryukishi07) (chuyển đến Gekkan Gangan Joker, đã hoàn thành)
- Komatsu-kun Biyori (Tsubaki Asu) (chuyển đến Gangan Online, hoàn thành)
- Kore ga Watashi no Goshujin-sama (Asu Tsubaki, Mattsu))
- Kimi to Boku (Hotta Kiichi) (chuyển đến Gekkan GFantasy)
- Nusunde Ri-Ri-Su (Tinkle)
- Princess of Mana (Yoshino Satsuki) (chuyển đến Gangan Online)
- Shitateya Koubou Artelier Collection (Hioka Yen) (chuyển đến Gekkan Shōnen Gangan, đã hoàn thành)
- Superior (Ichtys) (chuyển đến Gekkan GFantasy, đã hoàn thành)
- Umineko no Naku Koro ni Episode 1 〜Legend of the golden witch〜 (Natsumi Kei, Ryukishi07) (chuyển đến Gekkan Gangan Joker)

Tác phẩm hoàn thành sáng tác trên tạp chí này:
- Blan no Shokutaku ~Bloody Dining~ (Hazuki Tsubasa, Mukai Shogo)
- Dome Children (Yamasaki Fuua)
- HEAVEN (Nanase Aoi)
- Higurashi no Naku Koro ni: Onikakushi-hen / Tsumihoroboshi-hen (Suzuragi Karin, Ryukishi07)
- KimiKiss after days
- Nusunde Lilith (Tinkle)
- Mika ni Harassment (Suihei Kiki)
- Megane x Parfait! (Kizuki Akira, Satou Nanki)
- Megalomania (Hiyama Daisuke)
- Shining Tears (Kanda Akira)
- Tasogare no Niwa (Kohsaka Rito)
- Valkyrie Profile 2 Silmeria (Hayashi Fumino)

### Gekkan Gangan Wing
Gekkan Gangan Wing (月刊ガンガンWING Gekkan Gangan Wing) là một tạp chí shōnen manga được phát hành bởi Square Enix. Vào năm 2009, tạp chí này ngừng hoạt động và được thay thế bởi Gangan Joker.
Tác phẩm:
- Alice on Deadlines (Ihara Shiro)
- Brothers (Naruse Yoshiki)
- Aphorism (Kujo Karuna) (chuyển đến Gangan Online)
- Ark (Fuyuki Nea)
- dear (Fujiwara Cocoa)
- Chokotto Hime (Kazama Ayami) (chuyển đến Gangan Online)
- Enchanter (Kawachi Izumi)

- Fire Emblem Hikari wo Tsugumono (Fuyuki Nea)
- Higurashi no Naku Koro ni: Watanagashi-hen, Meakashi-hen, (Hōjō Yutori, Ryukishi07)
- Ignite (Hiro Sasa)
- Kon Jirushi (Toyotaro Kon)
- Mahoraba (Kojima Akira)
- Majipikoru (Kinatsu Kanoto)
- Natsu no Arashi! (Kobayashi Jin) (chuyển đến Gekkan Gangan Joker)
- NecromanciA (Hamashin)
- Otoshite Appli Girl (Mochizuki Kako)
- Sai Drill (Kawachi Izumi)
- Sengoku Strays (Nanami Shingo) (chuyển đến Gekkan Gangan Joker)

- Seto no Hanayome (Kimura Tahiko) (chuyển đến Gekkan Gangan Joker)
- Stamp Dead (Kinatsu Kanoto)
- Shyo Shyo Rika (Uesugi Takumi)
- Tales of Eternia (Koike Yoko)
- Tenshou Yaoyorozu (Kanoto Kinatsu)
- Tokyo Innocent (Narumi Naru) (chuyển đến Gangan Online, hoàn thành)
- Valkyrie Profile: The Dark Alchemist (Aiyama Megumi)
- Vampire Savior: Tamashii no Mayoigo (Azuma Mayumi)
- Warasibe (Matsuba Satoru)
- Watashi no Messiah-sama (Minazuki Suu)
- Watashi no Ookami-san (Fujiwara Cocoa)